# Наси-кучинг
На́си-ку́чинг (индон. nasi kucing, буквально — «кошачий рис») — блюдо индонезийской кухни. Представляет собой небольшую порцию варёного риса с различными добавками, подаваемую в обёртке из бананового листа. Чаще всего добавками к рису служат паста из красного перца, кусочки солёной рыбы, курятины, темпе или овощей.
Является традиционным кушаньем небогатого населения, а также весьма популярным блюдом уличного фаст-фуда, особенно на острове Ява.

## Происхождение и распространение
Варёный рис традиционно является главной составляющей рациона большинства жителей Индонезии: прочие продукты часто служат лишь более или менее значительными дополнениями к нему. Подача риса небольшими порциями с минимальным количеством добавок исторически практикуется среди небогатого населения, в особенности, на густонаселённой Яве. В качестве посуды или упаковки при этом принято использовать листья бананового дерева, повсеместно произрастающего в этом регионе.
Со временем подобные угощения получили среди яванцев ироническое название «кошачий рис» (индон. nasi kucing — «на́си-ку́чинг», яв. sega kucing — «се́га-ку́чинг») — в силу своего скромного размера, который как бы более подходит для пропитания кошки, нежели человека. Родиной наси-кучинга считается Центральная Ява, где он издавна фигурирует среди кулинарных специалитетов таких крупнейших городов, как Семаранг, Джокьякарта и Суракарта. Постепенно это блюдо прижилось и в других районах острова, а также за его пределами, в частности, на Мадуре и Восточном Калимантане. Во всех этих местностях оно приобрело широкую популярность прежде всего среди людей небольшого достатка — за счёт низкой цены, удобства употребления в пищу, переноски и хранения.
Дешевизна наси-кучинга способствовала росту популярности этого блюда в период азиатского финансового кризиса 1997-98 годов, когда многим индонезийцам стали не по карману более дорогие кушанья: в этот период только на Центральной Яве открылись тысячи харчевен самого низкого уровня — обычно, в форме небольших фанерных или матерчатых палаток — специализирующихся именно на этом блюде. После завершения кризиса и повышения покупательной способности населения спрос на наси-кучинг среди яванцев остался весьма высоким.
В 2010-х годах в Джокьякарте получила некоторое распространение модификация наси-кучинга, отличающаяся от классического варианта значительно бо́льшим размером порции и более сложной кулинарной обработкой рисовой основы: после варки рис обжаривается в растительном масле с различными приправами. Примечательно, что это блюдо получило название «се́га-мача́н», (яв. segа macan), что по-явански означает «тигриный рис».
Приготовление наси-кучинга освоено также за пределами Индонезии — в основном в странах, которые активно посещаются гражданами этой страны. Известно, например, что уличные торговцы в Мекке продают это угощение многочисленным индонезийским паломникам, прибывающим для совершения хаджа.

## Приготовление и разновидности

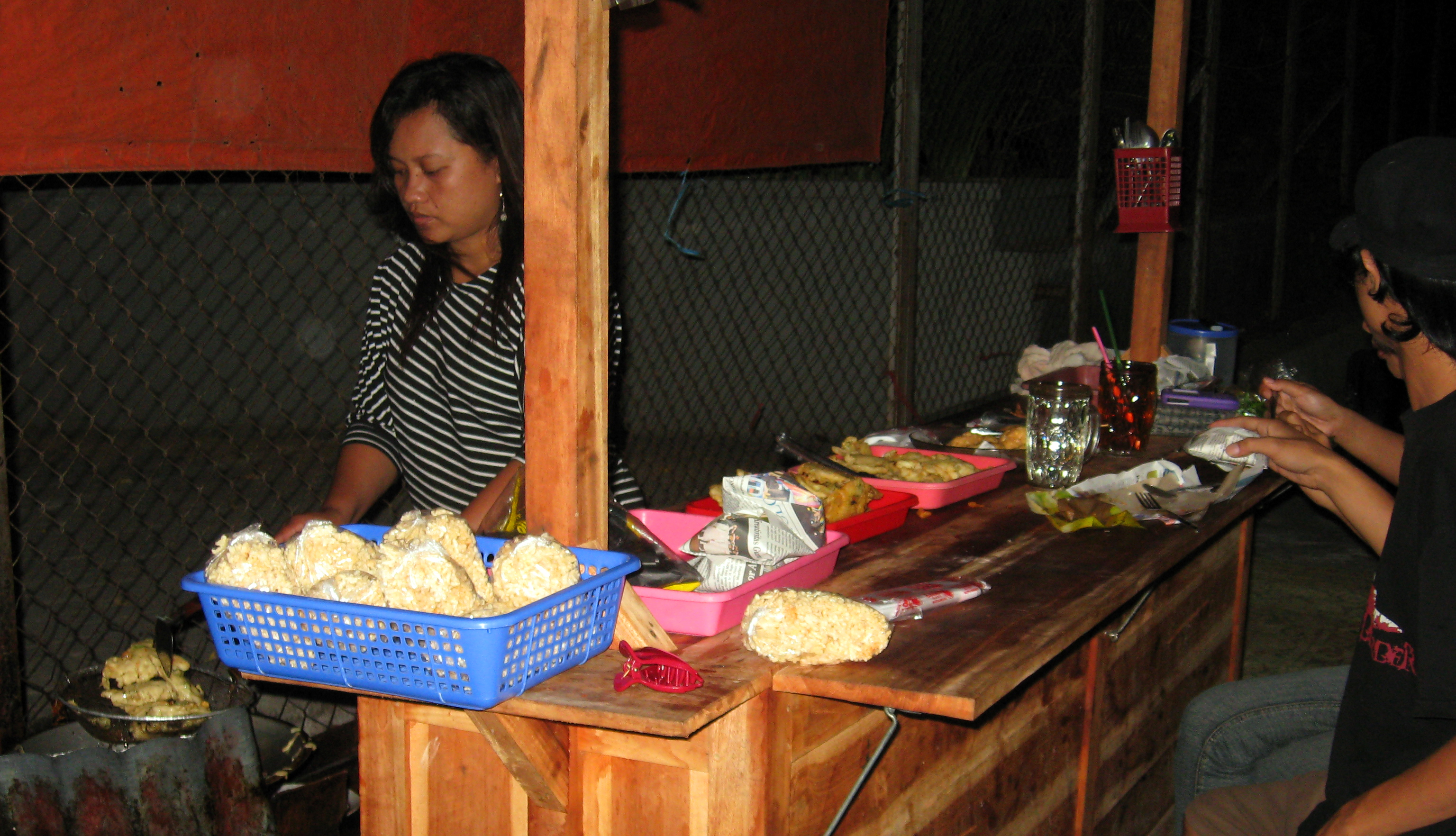
Яванская трактирщица поджаривает темпе для наси-кучинга. Готовые порции наси-кучинга, завернутые в газетные листы, выложены в розовом лотке

В кулинарном отношении наси-кучинг является исключительно простым блюдом. Его основу составляет небольшая порция варёного риса, которая плотно утрамбовывается с помощью чашки либо вручную с тем, чтобы придать ей полусферическую или прямоугольную форму.
Дополнением к рису могут служить практически любые продукты животного или растительного происхождения. В силу того, что наси-кучинг традиционно является едой небогатого населения, в этом качестве чаще всего используются наиболее дешёвые продукты: самбал — густой пастообразный соус, приготовляемый из протёртого красного перца, небольшие кусочки жареного темпе, тофу, солёной рыбы, мочёных или варёных овощей, куриных или утиных яиц — обычных варёных либо же приготовленных особым образом в щелочной обмазке. Более дорогие варианты включают курятину, утятину, различные виды мяса, субпродуктов и морепродуктов, которые обычно жарятся или тушатся в растительном масле с определённым набором специй. Нередко добавкой служит крошечная порция какого-то готового блюда — например, баладо или гулая.
Отличительной чертой наси-кучинга является его упаковка в кулёчек из бананового листа: в отличие от таких традиционных рисовых блюд индонезийской кухни, как кетупат и лонтонг, которые уже варятся в облатке из пальмовых листьев, в данном случае в пальмовый лист заворачивается уже готовый рис с добавками. Для закрепления упаковки могут использоваться щепочки или зубочистки, а поверх бананового листа свёрток иногда дополнительно оборачивается бумагой, в т.ч. газетной. Добавки, объём которых обычно в несколько раз уступает объёму риса, могут выкладываться непосредственно на рисовый брикетик — в этом случае блюдо приобретает некоторое сходство с бутербродом. Однако нередко добавка отделяется от порции риса куском бананового листа — в таком случае пакетик с наси-кучингом состоит как бы из двух отделений.
Существует бесчисленное множество вариаций подобного блюда, различающихся между собой по продуктам, служащим добавкой к рису, а также наборам приправ. Наибольшим разнообразием наси-кучинга традиционно отличается родина этого кушанья — Центральная Ява.

## Подача и употребление
Наси-кучинг может готовиться в домашних условиях: на Яве многие люди употребляют его в пищу за домашними трапезами (в этих случаях он может подаваться и как самостоятельное блюдо, и как гарнир к другим блюдам) либо же берут подобные упаковки риса с добавками с собой на работу, в дорогу и т.п. — при этом развёрнутая обёртка из бананового листа часто выполняет роль тарелки. Однако чаще он служит именно уличным кушаньем: его продают в многочисленных придорожных харчевнях, на традиционных рынках, а также с тележек уличных торговцев. Для многих яванцев и представителей ряда других народов Индонезии это кушанье служит привычным фаст-фудом, которым можно быстро перекусить стоя, на ходу или в транспорте.
Иногда местные власти и благотворительные организации организуют бесплатную раздачу наси-кучинга в местах массовых мероприятий, стихийных бедствий и т.п. Пункты раздачи этого кушанья оборудуются, например, на обочинах основных автотрасс в дни мусульманского праздника Ураза-Байрам, когда миллионы выходцев из деревень, живущих в городах, по сложившейся традиции навещают родные места.